# Georges Ronsse
Georges Ronsse (ur. 4 marca 1906 w Antwerpii, zm. 4 lipca 1969 w Berchem) – belgijski kolarz szosowy i przełajowy startujący wśród zawodowców w latach 1926–1938, dwukrotny mistrz świata zawodowców w wyścigu ze startu wspólnego. Z powodzeniem startował również w kolarstwie przełajowym, będąc dwukrotnym mistrzem Belgii (1929, 1930).

## Najważniejsze zwycięstwa
- 1925 – Liège-Bastogne-Liège
- 1927 – Paryż-Roubaix, Bordeaux-Paryż, Grote Scheldeprijs
- 1928 – mistrzostwo świata ze startu wspólnego, Paryż-Bruksela
- 1928 – mistrzostwo świata ze startu wspólnego
- 1929 – Bordeaux-Paryż
- 1930 – Bordeaux-Paryż
- 1932 – brązowy medal w mistrzostwach świata ze startu wspólnego, etap w Tour de France